# Gomān Dasht
Gomān Dasht (persiska: گُمان دَشت, كُنبَدَشت, گَمان, گَمان دَشت) är en ort i Iran.   Den ligger i provinsen Zanjan, i den nordvästra delen av landet, 270 km nordväst om huvudstaden Teheran. Gomān Dasht ligger 819 meter över havet och antalet invånare är 128.
Terrängen runt Gomān Dasht är bergig åt nordost, men åt sydväst är den kuperad. Runt Gomān Dasht är det ganska glesbefolkat, med 47 invånare per kvadratkilometer. Närmaste större samhälle är Āb Bar, 19,4 km sydost om Gomān Dasht. Trakten runt Gomān Dasht består i huvudsak av gräsmarker.